# Livramento de Nossa Senhora
Livramento de Nossa Senhora – miasto i gmina w Brazylii, w stanie Bahia. Znajduje się w mezoregionie Centro-Sul Baiano i mikroregionie Livramento do Brumado.